# Juan Carlos Asensio Palacios
Juan Carlos Asensio Palacios es un músico español especializado en música medieval.

## Reseña biográfica
Juan Carlos Asensio Palacios comienza sus estudios musicales la Escolanía de Santa Cruz del Valle de los Caídos que luego continuará en el Real Conservatorio Superior de Música de Madrid (Musicología, Flauta travesera, Dirección de Coros...). Es colaborador de los proyectos musicales de la Fundación Caja de Madrid y del Répertoire International des Sources Musicales (RISM). Ha publicado distintos trabajos en revistas especializadas junto a transcripciones del Códice de Madrid y del Códice de las Huelgas. En 2003 publicó para la editorial Alianza una monografía titulada El canto gregoriano. Ha sido el redactor del capítulo dedicado al canto visigótico en la Historia de la Música Española e Hispanoamericana publicada por el Fondo de Cultura Económica y ha participado en la redacción del libro electrónico Música i litúrgia medieval a la Biblioteca de Catalunya (s. IX - XIII) con un capítulo dedicado a los manuscritos del área catalana-narbonense y sus particularidades. Colaborador del Atêlier de Paléographie Musicale de la Abadía de Solesmes, ha sido también profesor de Musicología en el Real Conservatorio Superior de Música de Madrid y catedrático de Canto Gregoriano, Notación, Historia y Análisis de la Música Medieval en el Conservatorio Superior de Música de Salamanca.
Desde 1988 al 1994 trabajó como documentalista en la Biblioteca de Música Española de la Fundación Juan March. Ha sido profesor invitado en la Hong Kong University y en la Chinese University of Hong Kong, la Universidad de Bolonia, el Conservatorio Superior de Tilburg (Holanda), el Gregorian Institute of Canada y la McMaster University of Hamilton (Western Ontario, Canadá) y a Kierownik Studiów Podyplomowych z Monodii Liturgicznej Międzyuczelniany Instytut Muzyki Kościelnej Uniwersytet Papieski Jana Pawla II Krakowie (Polonia) a impartir cursos sobre teoría e interpretación del canto litúrgico y la música medieval. Con regularidad imparte cursos de canto gregoriano y de música medieval por diversas instituciones académicas de España, Italia, Francia, Polonia, Lituania, México, Brasil… Desde el año 2009 es colaborador del Seminario di Canto Liturgico “Zelus domus tuae” del Departamento di Lettere e Filosofia de la Universidad de Trento (Italia), y desde 2019 es profesor de los cursos de doctorado del Pontificio Istituto di Musica Sacra de Roma.
En la actualidad es profesor ordinario del Departamento de Musicología de la ESMuC (Escuela Superior de Música de Cataluña), del Master of Advanced Studies in Canto Gregoriano en la Universidad de Lugano (Suiza) y del Máster en Patrimonio Musical Litúrgico de la Universitat de Barcelona y del Ateneu Universitari Sant Pacià. 
Desde 1996 es director de Schola Antiqua, y desde 2001 miembro del Consiglio Direttivo de la AISCGre (Associazione Internazionale Studi di Canto Gregoriano). Es presidente de su sección hispana (AHisECGre), investigador asociado del CILengua, miembro del grupo de estudio Bibliopegia, editor de la revista Estudios Gregorianos, miembro de número de la Academia “san Dámaso” de Ciencias Eclesiásticas y colaborador del Atêlier de Paléographie Musicale de la Abadía de Solesmes.
Presenta y dirige el programa de radio Sicut luna perfecta en Radio Clásica. El programa está dedicado al canto gregoriano. Además, es profesor de Canto llano en la Escola Superior de Música de Catalunya (ESMUC).

## Libros
- Palacios, J. C. A. (2015). " Before retiring at the close of day...": the Hymnary for Compline in the Escorial's Choirbook Collection. In New perspectives on early music in Spain (pp. 227-242). Reichenberger.[4][5]
- Palacios, J. C. A. (2016). Encuadernaciones musicales para legajos contables. In Simón Ruiz, mercader, banquero y fundador:[Museo de las Ferias, 12 mayo-11 septiembre 2016] (pp. 162-175). Fundación Museo de las Ferias.[6]
- "Nulla vita... sine bibliotheca", Sonograma, Revista de Pensamiento Musical, año XV, 2016[7]
- Música i litúrgia medieval a la Biblioteca de Catalunya (s. IX - XIII)
- Palacios, J. C. A. (2018). El canto mozárabe: aproximación a los testimonios existentes. In Los mozárabes. Historia, cultura y religión de los cristianos de Al Andalus: actas del I Congreso Internacional (pp. 415-437). Almuzara.[8]
- Palacios, J. C. A. (2018). Fragmenta ne Pereant: postincunables litúrgico-musicales ibéricos dispersos en archivos y bibliotecas. In Musicología en el siglo XXI: nuevos retos, nuevos enfoques (pp. 143-166). Sociedad Española de Musicología (SEDEM).[9]
- Asensio, J. C. (2020). “Música, liturgia y paraliturgia en las exequias regias”. Actas del Coloquio Internacional La muerte de los príncipes en la Edad Media. Balance y Perspectivas Historiográficas. 1-2 de febrero de 2018. Casa de Velázquez (pp. 95-105)[10]
- Palacios, J. C. A. (2020). “Música y Liturgia en el Missale Giennense antes de la reforma tridentina”. Boletín del Instituto de Estudios Giennenses (221) (pp. 41-47)[11]
- “Polifonía primitiva en una fuente gregoriana peninsular (con un excursus en modo versículo), Modus (2020- en prensa).
- Palacios, J. C. A. (2020). “The compositional process in the Alleluias of MS E-TZ 2/3: from plainsong to polyphony”, The Anatomy of Iberian Polyphony around 1500, Ed. Reichenberger.
- Palacios, J. C. A. (2021). La ornamentación del canto monódico en el tratado del siglo XVI" Arte de melodía"(E-Bbc, Ms. 1325/2) y los Cantorales de Cisneros: hacia el reconocimiento digital de patrones melódicos. In Musicología en web: patrimonio musical y humanidades digitales (pp. 215-229). Reichenberger.[12]